# Pro-Scris
Pro-Scris a fost o revistă românească de critică, teorie și istorie literară science-fiction, creată de (anti-)criticul Cătălin Ionescu, apărută on-line în format electronic între 17 iulie 2000 și 21 ianuarie 2010, la început cu o frecvență bilunară, apoi trimestrială. Ea a fost găzduită succesiv pe diferite servere.
În manifestul Pro-Teze (Principii teoretice), fondatorul a statuat că Pro-Scris este o publicație independentă de tip freeware, distribuită gratis, animată de Spiritul Liber al Internetului.
Denumirile rubricilor permanente au fost derivate din cuvinte care încep cu prefixul „Pro-”: Pro-Domo, Pro-Eminențe, Pro-Fan, Pro-File, Pro-Fund, Pro-Gram, Pro-Gresii, Pro-Misiune, Pro-Nume, Pro-Porție, Pro-Poziții, Pro-Puneri, Pro-Test, Pro-Teze, Pro-Ton, Pro-Vizor etc.
După cooptarea lui Györfi-Deák György, care a îngrijit primele numere de la începutul anului 2002, cei doi co-editori au lucrat în tandem până la suspendarea apariției publicației.
Revista a oferit un spațiu de dialog pentru criticii și scriitorii profesioniști (Voicu Bugariu, Ion Hobana, Florin Manolescu, Mircea Opriță, Constantina Paligora, Cornel Robu ș.a.), a sprijinit afirmarea unei noi generații de pasionați ai artelor imaginarului (Ovidiu Bufnilă, Mircea Cărbunaru, Mihaela Cernăuți-Gorodețchi, Cătălin Constantinescu, Horia Dulvac, Radu Pavel Gheo, Lucian Ionică, Robert Lazu, Dan Popescu, Liviu Radu, Cristian Tamaș ș.a.)
Merită menționate grupajele critice dedicate scriitorilor Isaac Asimov, Horia Aramă, I. L. Caragiale, Constantin Cozmiuc, Ovid S. Crohmălniceanu, Florin Manolescu, Victor Papilian, Edgar Allan Poe, Adrian Rogoz, Alexandru Ungureanu, Jules Verne, I. C. Vissarion etc. ori artiștilor plastici Sandu Florea și Rusz Lívia.

## Apariții
- Pro-Scris 1 (17 iulie 2000)
- Pro-Scris 2 (17 septembrie 2000)
- Pro-Scris 3-4 (18 decembrie 2000) Remember Ovid S. Crohmălniceanu
- Pro-Scris 5-6 (24 aprilie 2001)
- Pro-Scris 7-8 (9 august 2001)
- Pro-Scris 9-10 (20 noiembrie 2001) Semicentenar I. C. Vissarion
- Pro-Scris 11-12 (3 aprilie 2002) Medalion Lucian Ionică
- Pro-Scris 13-14 (10 iunie 2002) Ovidiu Șurianu și Sandu Florea - Albumul BD Galbar 30
- Pro-Scris 15-16 (6 octombrie 2002)
- Pro-Scris 17-18 (11 februarie 2003)
- Pro-Scris 19-20 (21 mai 2003) Ioan Petru Culianu - 12 ani de la dispariție
- Pro-Scris 21-22 (14 septembrie 2003) Dezbatere: Voicu Bugariu (Voicu Bugariu|Roberto R. Grant) - Visul lui Stephen King
- Pro-Scris 23-24 (16 decembrie 2003) Centenar George Orwell
- Pro-Scris 25-26 (16 martie 2004) Dezbatere: Mircea Opriță - Anticipația românească
- Pro-Scris 27-28 (28 iunie 2004) Medalion Livia Rusz|Rusz Lívia
- Pro-Scris 29-30 (17 octombrie 2004) V.I. Propp - Morfologia basmului, Isaac Asimov și roboții
- Pro-Scris 31-32 (20 decembrie 2004) Medalion Sergiu Someșan
- Pro-Scris 33-34 (20 aprilie 2005) Remember Alexandru Ungureanu
- Pro-Scris 35-36 (1 iulie 2005) Centenar Jules Verne
- Pro-Scris 37-40 (16 ianuarie 2006) 25 de ani de la apariția volumului Florin Manolescu - Literatura SF
- Pro-Scris 41-42 (11 aprilie 2006) Jurnalul SF - 10 ani de la apariția ultimului număr
- Pro-Scris 43-46 (28 august 2006) Semicentenar Victor Papilian
- Pro-Scris 47-50 (15 iunie 2007) Dezbatere: SF-ul românesc și Securitatea
- Pro-Scris 51-54 (24 februarie 2008) Dezbatere: Inginerul scriitor. Volum în format electronic: Voicu Bugariu - Literați și sefiști
- Pro-Scris 55-56 (19 octombrie 2008) Dezbatere: Religia în școală
- Pro-Scris 57-58 (21 decembrie 2008) Dezbatere: Comentatori sau critici literari?
- Pro-Scris 59-60 (6 aprilie 2009) Dezbatere: Parodii SF. Bicentenar Edgar Allan Poe
- Pro-Scris 61-64 (21 ianuarie 2010) 40 de ani de la prima aselenizare

## Polemici
- Eurocon 2001 (cu Traian Bădulescu)
- Lumi Virtuale, Observator cultural (cu Michael Haulică)
- Inginerii scriitori (cu Cornel Secu)
- evitarea nominalizării volumului „Literați și sefiști” de Voicu Bugariu pentru Premiile Vladimir Colin 2011